# Poppenhausen (Bajorország)
Poppenhausen település Németországban, azon belül Bajorországban. Lakosainak száma 4491 fő (2023. december 31.). Poppenhausen Oerlenbach, Rannungen, Dittelbrunn, Niederwerrn, Euerbach, Sulzthal és Ramsthal községekkel határos.

## Népesség
A település népessége az elmúlt években az alábbi módon változott:
| Lakosok száma | 3723 | 3650 | 4190 | 4163 | 4314 | 4364 | 4371 | 4355 | 4518 | 4491 |
|               | 1970 | 1975 | 2011 | 2012 | 2014 | 2015 | 2017 | 2019 | 2022 | 2023 |